# 裴氏雁
裴氏雁（？—1802年），越南西山朝皇后，為光中帝阮惠的繼室。
裴氏雁出生在綏遠縣（今平定省西山縣）的富裕家庭，她是裴得樑之女，也是裴得宣的妹妹。她自幼學習武術，因而與阮惠走的很近。她與裴氏春、陳氏蘭、黃氏菊、阮氏蓉一起，被並稱為西山五鳳雌。
1791年，光中帝阮惠的正宮皇后范氏蓮死後，她成為阮惠的繼室，稱裴繼后。此後她離開軍隊，照看家庭。阮惠的兒子中阮光卿為其所生，阮光纘和阮光紹是她或范氏蓮所生。
1792年，阮惠突然去世，阮光纘繼位，尊裴氏雁為皇太后。其兄裴得宣輔佐朝政，但西山朝旋即陷入混亂之中，南方的阮王阮福映則乘機崛起並開始攻擊西山朝。1801年，阮王北伐，兵至渜海口（今順化附近的順安海口），阮光纘親自率軍抵抗，裴氏雁應該也參與了此戰的指揮。西山軍大敗，富春（今順化）失陷，裴氏雁與阮光纘一起逃亡北河。1802年，阮朝軍隊攻破昇龍（今河內）。都督阮文雪與妻子陳氏蘭護送阮光纘等西山朝皇室到珥河（紅河），逃入北方的山間。舊阮將領黎質率軍追擊。阮文雪讓妻子保護阮光纘先逃走，自己則留下抵抗，中槍陣亡。陳氏蘭繼續抵抗，其部被俘甚眾。為了避免受到敵人侮辱，太后裴氏雁和陳氏蘭一起自殺身亡。
| 繼裴氏                  |                               |               |
| 前任： 仁恭武皇正后范氏 | 越南西山朝皇后 1791年－1792年 | 繼任： 黎皇后 |